# Анисово (остановочный пункт)
Анисово — пассажирский железнодорожный остановочный пункт Киевской дирекции Юго-Западной железной дороги на линии Чернигов—Нежин, расположенный в селе Анисов.

## История
Станция была открыта в 1964 году на действующей ж/д линии Нежин—Чернигов. Осуществляются (О) продажа билетов на поезда местного следования без багажных операций. 

## Общие сведения
Станция представлена одной боковой платформой. Имеет 1 пути. Нет здание вокзала.

## Пассажирское сообщение
Ежедневно станция принимает пригородные поезда сообщения Чернигов—Нежин.